# LikArt
LikArt (en arabe : ليكارت, en tamazight : ⵍⵉⴽⴰⵔⵜ) est un projet éducatif bénévole marocain visant à intégrer de nouvelles approches pour l'enseignement de la langue amazighe aux enfants. Le projet propose un coffret de cartes éducatives interactives combinant l'apprentissage traditionnel et les technologies numériques, notamment la réalité augmentée et les modèles 3D. Il est conçu pour inclure quatre langues : le tamazight, l'arabe, le français et l'anglais,,.

## Contexte et objectifs
Le projet LikArt s'inscrit dans le cadre d'efforts visant à diversifier les ressources pédagogiques pour l'enseignement de la langue amazighe au Maroc. Selon ses concepteurs, il vise à offrir une approche d'apprentissage engageante et accessible pour le tamazight, en s'appuyant sur les technologies numériques, en phase avec l'usage croissant des appareils mobiles par les enfants. Le projet est également présenté comme s'alignant sur les orientations pédagogiques marocaines encourageant l'intégration des TIC dans l'éducation.

## Caractéristiques principales
Le produit LikArt comprend un ensemble de cartes physiques et une application mobile interactive. Les cartes physiques contiennent un mot et une illustration associée, avec les mots inscrits en quatre langues (tamazight, arabe, français, anglais). Elles sont fabriquées en carton épais (350 g) et plastifiées, avec des dimensions de 7x10 cm. L'application mobile permet de scanner les cartes pour accéder à du contenu interactif. Elle offre notamment la prononciation audio des mots dans les quatre langues, enregistrée par des locuteurs présentés comme natifs. De plus, lorsque la carte est scannée, l'application affiche un modèle tridimensionnel de l'objet associé au mot. Cette fonctionnalité est décrite comme visant à faciliter la compréhension par la visualisation. Selon le site officiel, les cartes couvrent 14 thèmes éducatifs variés, tels que les animaux, les fruits, les légumes, les couleurs, les chiffres, et l'école, répartis en plusieurs ensembles.

## Modes d'utilisation
Selon ses concepteurs, LikArt peut être utilisé de différentes manières. Il permet un apprentissage traditionnel en utilisant les cartes physiques comme support visuel pour l'apprentissage du vocabulaire. Il offre également une expérience en réalité augmentée grâce à l'application qui ajoute la prononciation audio et les modèles 3D. Enfin, il est proposé pour des activités de groupe visant à encourager l'apprentissage collaboratif.

## Impact potentiel
Selon les sources décrivant le projet, l'initiative LikArt vise à accroître l'intérêt et la motivation des enfants pour l'apprentissage des langues, notamment le tamazight, grâce à l'intégration d'éléments interactifs. Elle cherche également à contribuer au développement des compétences linguistiques (écoute, prononciation, lecture) et à offrir un outil d'apprentissage flexible utilisable en classe ou à la maison, soutenant l'apprentissage autonome et en famille. Le projet est aussi présenté comme un moyen de soutenir les enseignants dans l'intégration de ressources numériques dans leur pratique,.

## Équipe
Le projet LikArt a été conçu et développé sous la supervision de Yassine Ait Addi. Son expérience en informatique, audiovisuel et en intégration des technologies dans l'éducation est citée comme ayant contribué à ce projet,,. L'idée initiale est présentée comme étant née de sa volonté de contribuer à l'apprentissage du tamazight, basée sur sa propre expérience et la perception d'un manque de ressources modernes. Le développement du projet a impliqué une équipe bénévole, dont notamment Mohamed Ajarar (présenté comme responsable de la stratégie technique) et Hanane Ouddoud (présentée comme responsable de la communication et du marketing), ainsi que d'autres bénévoles dans divers domaines comme le design et la linguistique,.

## Couverture médiatique
Le projet LikArt a fait l'objet d'une couverture médiatique dans plusieurs organes de presse, attestant de son intérêt public. Parmi les publications ayant rapporté sur le projet figurent :
- L'Opinion[1]
- Agadir Today[2]
- Machahid[5]
- Amadal Amazigh Press[4]
- Daba Press[7]
- Ihata[8]
- الأحداث المغربية (section "القلم الحر")[3]
- Tima Magazin (Allemagne)[9]

## Perspectives d'avenir
Selon les sources, les porteurs du projet LikArt envisagent d'élargir l'application de cette méthode interactive basée sur la réalité augmentée et les modèles 3D pour inclure l'enseignement d'autres langues, ainsi que d'autres matières scolaires telles que les sciences, l'histoire ou la géographie.